# Daniel Jenisch
Daniel Jenisch (* 2. April 1762 in Heiligenbeil, Ostpreußen; † 9. Februar 1804 in Berlin) war ein deutscher lutherischer Theologe, Philosoph und Schriftsteller. Der erst heute wieder entdeckte Kantschüler war trotz seines frühen Todes außerordentlich produktiv. Jenisch entwickelte eine äußerst geistreiche und feinsinnige Geschichte des menschlichen Geistes vom Anfang bis zum Ende des 18. Jahrhunderts. Dabei erkannte er wie nur wenige zuvor die Bedeutung der kulturellen Weiterentwicklung für das politische und gesellschaftliche Handeln. Er überwand die Engführung des Blicks auf die politische Geschichte und unterteilte in die politische, die moralische, die ästhetische und die wissenschaftliche Geschichte des Jahrhunderts.

## Leben
Um 1782 begann Daniel Jenisch an der Universität Königsberg Philosophie und Theologie zu studieren und konnte dieses Studium mit dem Titel eines Magisters beenden.
Jenisch ließ sich 1786 in Berlin nieder und verdiente sich seinen Lebensunterhalt als Vertreter verschiedener Pastoren. 1788 berief man ihn zum Dritten Prediger an die St. Marienkirche. Vier Jahre später avancierte Jenisch zum Vierten Diakon an der Nicolaikirche.
1793 nahm Jenisch neben seinen kirchlichen Aufgaben einen Lehrauftrag an der Akademie der Künste an und ließ sich als Dozent für französische Sprache an das französische Gymnasium verpflichten.
Jenisch gewann den Preis für eine 1794 von der Königlich Preußischen Akademie der Wissenschaften zu Berlin ausgelobten Arbeit. Aufgabenstellung:
„Das Ideal einer vollkommnen Sprache zu entwerfen: die berühmtesten ältern und neuern Sprachen Europens diesem Ideal gemäß zu prüfen: und zu zeigen, welche dieser Sprachen sich demselben am meisten nähern?“
In seinem 1796 von der Akademie preisgekrönten Werk nennt er vier Hauptkriterien für eine ideale Sprache:
- „Reichtum an Worten und Wendungen“ etc.
- „Nachdrücklichkeit (Energie)“, womit er ein energetisches Optimum für Grammatik und Betonung fordert.
- „Deutlichkeit“, hier meinte er Treffsicherheit von Vokabular und Grammatik („leicht“ und „schnell“).
- „Wohlklang“ (Euphonie).

Bezüglich ihrer „Gewandtheit“ erklärte er die deutsche Sprache, gemessen an der „gewandtesten aller neuern Sprachen, der Französischen“, als die abstoßendste (S. 396).
Kein Geringerer als der bekannte dänische Linguist Otto Jespersen bestätigte Jenisch „umfassende Gelehrtheit und eine solide praktische Beherrschung vieler Sprachen“. Jenischs Verdienst sei es, als erster vergleichende sprachästhetische Probleme diskutiert zu haben, und damit Grundlagen für spätere wissenschaftliche Theorien zur Ästhetik von Sprachen geschaffen zu haben.
Seit seinem Studium verfasste Jenisch ein umfangreiches Werk als Schriftsteller, in dem er sich zu historischen, sprachlichen, philologischen, philosophischen und theologischen Themen äußerte. Unter dem Einfluss der französischen Revolution entstand 1794 sein Epos Borussia über den Alten Fritz.
Manchmal veröffentlichte Jenisch unter dem Pseudonym „Demokritus der Jüngere“. Unter „Ein Frauenzimmer“ schrieb er selbst eine Erwiderung auf seine Diogenes-Laterne.
Politisch interessiert, veröffentlichte Jenisch auch in Zeitschriften der Spätaufklärung; hier sind vor allem Der Teutsche Merkur und  das Magazin zur Erfahrungsseelenkunde zu nennen. Seine schon lange überholten Übersetzungen aus dem Englischen und Französischen dienten dem reinen Gelderwerb.
Als Jenisch im Februar 1804 in der Spree ertrank, wurde teils kontrovers über eine mögliche Selbsttötung infolge eines Anfalls von Schwermut diskutiert. Ein Beweis dafür konnte nie erbracht und ein Unglücksfall nie gänzlich ausgeschlossen werden.

## Schriften (Auswahl)
- Ausgewählte Texte. Röhrig Verlag, St. Ingbert 1996, ISBN 3-86110-069-X.
- Beleuchtung der kürzlich erschienenen Diogenes-Laterne. Dieterich, Berlin 1799 (unter Ein Frauenzimmer)
- Bemerkungen auf einer Reise durch die Stadt und Landschaft Narrenburg. 1790 (unter Demokritus der Jüngere)
- Über die beträchtlichen Vortheile, welche alle Nazionen des jetzigen Zeitalters aus der Kenntniß und historischen Untersuchung des Zustandes der Wissenschaften bei den Alten ziehen können. Berlin 1798 (Digitalisat)
- Diogenes Laterne. Rein, Leipzig 1799 (Digitalisat)
- Borussia in 12 Gesängen. 1794
- Universalhistorischer Ueberblick der Entwickelung des Menschengeschlechts, als eines sich fortbildenden Ganzen. 1801
- Theorie der Lebensbeschreibung. 1802
- Philosophisch-kritische Vergleichung und Würdigung von vierzehn ältern und neueren Sprachen Europens, namentlich: der Griechischen, Lateinischen; Italienischen, Spanischen, Portugiesischen, Französischen; Englischen, Deutschen, Holländischen, Dänischen, Schwedischen; Polnischen, Russischen, Litthauischen... 1796
- Geist und Charakter des achtzehnten Jahrhunderts, politisch, moralisch, ästhetisch und wissenschaftlich betrachtet, drei Bände. Königlich Preußische Akademie, Kunst- und Buchhandlung, Berlin 1800–1801.